# Arrenurus flabellifer
Arrenurus flabellifer är en kvalsterart som beskrevs av Marshall 1908. Arrenurus flabellifer ingår i släktet Arrenurus och familjen Arrenuridae. Inga underarter finns listade i Catalogue of Life.